# Kiičiró Hiranuma
Kiičiró Hiranuma (japonsky: 平沼 騏一郎; 28. září 1867 Cujama – 22. srpna 1952 Tokio) byl japonský politik. V roce 1939 byl devět měsíců premiérem Japonska. Zastával též funkce ministra spravedlnosti (1923–1924), ministra vnitra (1940–1941), předsedy Nejvyšší soudu (1921–1923) a v letech 1936–1939 a 1945 byl předsedou Tajné rady (poradní sbor císaře). Po druhé světové válce byl za válečné zločiny odsouzen v tokijském procesu na doživotí.

## Život
Narodil se v samurajské rodině a byl mu v mládí i vštěpován kodex bušidó. Byl silně ovlivněn konfucianismem školy Mito. Vystudoval anglické právo na Tokijské univerzitě, absolvoval v roce 1888. Navzdory svému studijnímu oboru od mládí bojoval proti westernizaci Japonska a pronikání cizích vlivů, ve jménu ideologie zvané kokutai (víra v jedinečnost japonského národa daná jeho spojením s božským panovníkem). Po promoci získal místo na ministerstvu spravedlnosti. Působil jako ředitel Nejvyššího soudu v Tokiu, státní zástupce Nejvyššího soudu a ředitel Úřadu pro občanské a trestní záležitosti. 
Byl znám jako bojovník proti korupci, v roce 1909 dosáhl odsouzení 25 bývalých i současných členů japonského parlamentu za přijímání úplatků od Japonské cukrovarnické společnosti. K boji proti korupci přidal brzy boj proti socialismu a liberalismu. V roce 1911 byl hlavním žalobcem v procesu se socialisticko-anarchistickými spiklenci, kteří chtěli zavraždit císaře Meidži. Proces vyústil v popravu 12 lidí, včetně známého anarchisty Šúsui Kótoka a feministky Sugako Kanno.
V roce 1911 se stal náměstkem ministra spravedlnosti a v roce 1912 generálním prokurátorem. V roce 1915 donutil ministra vnitra Óuru Kanetakeho v kabinetu premiéra Šigenobu Ókumy k rezignaci pro podezření z úplatkářství. V roce 1921 se stal předsedou Nejvyššího soudu. Byl jmenován ministrem spravedlnosti ve druhém kabinetu Gombeie Jamamota, který vznikl po velkém zemětřesení v Kantó v září 1923. Hiranuma rezignoval spolu se zbytkem kabinetu v lednu 1924, když převzal díl odpovědnosti za selhání bezpečnosti při incidentu v Toranomonu, při kterém se komunistický atentátník pokusil zavraždit korunního prince Hirohita. Tento incident ho ještě více politicky radikalizoval. Vytvořil politickou organizaci Kokuhonša s programem bránit kokutai. Tato organizace spojila širokou škálu vlivných konzervativních a nacionalistických osobností, mezi nimiž vynikal generál Sadao Araki.
Na základě nominace premiéra Keigo Kijoury byl v únoru 1924 jmenován do Tajné rady. Během služby v Tajné radě uplatňoval silný vliv na ministerstvo spravedlnosti. On a jeho klika byli hnací silou přijetí Zákona o zachování míru, který měl eliminovat zejména hrozbu komunismu. V dubnu 1926 byl předsedou Tajné rady jmenován Júzaburó Kuratomi, jeden z Hiranumových dávných nadřízených na ministerstvu spravedlnosti. Na Kuratomiho žádost byl Hiranuma jmenován místopředsedou rady. To ještě posílilo jeho vliv, podařilo se mu z rady učinit základnu konzervativců. V říjnu 1926 mu byl udělen titul barona (danšaku).
Stavěl se proti snahám premiéra Reidžiró Wakacukiho o ekonomickou reformu. Byl také silně proti ratifikaci Londýnské odzbrojovací smlouvy z roku 1930. V roce 1931 shromáždil ve vládě podporu pro japonskou císařskou armádu poté, co se bez povolení vlády či císaře zmocnila kontroly nad Mandžuskem, a později pomáhal při vytvoření loutkového státu Mandžukuo. Tlačil také na vystoupení Japonska ze Společnosti národů. Podle jedné teorie v zákulisí řídil i skandál Teidžin (1934), kdy bylo několik ministrů obžalováno z korupce (později byli všichni očištěni). Skandál měl zjevný cíl zdiskreditovat politické strany a parlamentní demokracii (z níž toho ovšem stejně již mnoho nezbývalo).
Během třicátých let byl Hiranuma často zvažován jako kandidát na premiéra, ale vysloužil si nepřátelství posledního genróa (stařešiny) Saiondžiho, který o předsedech vlády v té době rozhodoval. Saiondži byl zastáncem parlamentní vlády a neměl Hiranuma rád za to, že podkopává stranické vlády. Kromě toho byl Saiondži ostražitý před vlivem Kokuhonši, kterou považoval za fašistickou. Sám Hiranuma popíral jakékoli spojení s fašismem, který považoval za cizí ideologii nevhodnou pro Japonsko. V únoru 1936 byl Hiranuma jmenován předsedou Tajné rady. V roce 1939 již byl parlamentní systém natolik paralyzován, že mu byl nabídnut i post premiéra.
Jeho administrativě dominovala debata o tom, zda by se Japonsko mělo spojit s Německem proti Sovětskému svazu, pokud by mezi nimi vypukla válka. Hiranuma byl pro, ve jménu antikomunismu, ale obával se, že vojenská aliance by zatáhla Japonsko do války proti Spojeným státům a Británii, což by bylo velmi komplikované v situaci, kdy většina japonských ozbrojených sil byla angažována ve druhé čínsko-japonské válce. Podpis německo-sovětského paktu toto dilema dočasně vyřešil, nicméně pro Hiranumu bylo nacisticko-komunistické spojenectví šokem. Byla to jedna z příčin jeho demise, dalším důvodem byla velká porážka japonské armády v bitvě u řeky Chalchyn v Mongolsku, kde se Japonci střetli se Sověty.
Hiranuma se pak stal ústřední postavou konzervativního odporu proti nového řádu (šintaisei), který vyhlásil Fumimaro Konoe, a který zrušil všechny strany a dovolil existovat jen jediné: Asociaci pro podporu trůnu. Hiranuma viděl nový řád jako potenciální "nový šógunát", který poškozuje pravomoci císaře. Hiranuma byl také znepokojen tím, že nová strana integrovala i některé radikály, kteří byli na škále japonského nacionalismu vnímáni jako levičáci (Seigó Nakano aj.). 
Nakonec sám Konoe začal cítit, že se Asociace poněkud vymyká z rukou. Jako řešení tohoto problému vstoupil Hiranuma do vlády jako ministr vnitra v prosinci 1940. Hiranumův spolupracovník, generálporučík Heisuke Janagawa, se stal ve stejné době ministrem spravedlnosti. Hiranuma udělal v Asociaci čistku v březnu 1941, přičemž Janagawa byl jmenován jejím místopředsedou a umírněný bývalý ministr financí Sótaró Išiwata generálním tajemníkem strany. V dubnu 1941 byla Asociace oficiálně podrobena ministerstvu vnitra. Jako ministr vnitra byl Hiranuma také neochvějným obhájcem státního náboženství.
Hiranuma byl silně proti politickým a diplomatickým krokům ministra zahraničí Josuke Macuoky a proti Paktu tří uzavřenému mezi císařským Japonskem, nacistickým Německem a fašistickou Itálií v září 1940. Kabinet byl přeskupen v červenci 1941, aby byl odstraněn Macuoka, částečně i díky Hiranumovu manévrování.  V novém kabinetu byl Macuoka nahrazen admirálem Teidžiro Tojodou. Hiranuma a Janagawa se stali ministry bez portfeje, přičemž Hiranumův chráněnec Harumiči Tanabe se stal jeho nástupcem na ministerstvu vnitra. Během tohoto období se Hiranuma často setkával s americkým velvyslancem Josephem Grewem, aby deeskaloval konflikt mezi Japonskem a USA. V srpnu 1941 byl Hiranuma napaden ve svém domě členem malé ultranacionalistické skupiny. Přestože do jeho těla proniklo šest projektilů, přežil a plně se zotavil. Tlaku skupin zaměřených na spolupráci s Německem a Itálií ale neodolal on ani jeho blízcí spojenci. V říjnu 1941 podal demisi on i premiér Konoe.
Poté ztratil vliv na vládní politiku, ale stal se jedním z džušinů, neboli neoficiálních starších poradců císaře Hirohita (do tohoto okruhu se "skryl" i Konoe). V dubnu 1945, kdy se mocenské poměry začaly opět hýbat, byl Hiranuma opět jmenován předsedou Tajné rady. Jeho odpor proti válce s Američany a relativní odstavení ultranacionalisty v roce 1941 ale po kapitulaci Japonska nijak neobměkčilo spojenecký tribunál, který jasně prokázal jeho vinu na válečných zločinech v Číně ve 30. letech. Byl odsouzen na doživotí, ale na začátku roku 1952 byl podmínečně propuštěn a krátce nato zemřel. Předmětem kontroverzí se později stalo, že byl  spolu s dalšími 13 odsouzenými obviněnými uložen ve svatyni Jasukuni.